# Doupě
Doupě é uma comuna checa localizada na região de Vysočina, distrito de Jihlava.